# سیگرید (خواننده)
سیگرید(انگلیسی: Sigrid‎؛ زادهٔ ۵ سپتامبر ۱۹۹۶) موزیسین اهل نروژ است. وی از سال ٢٠١٠ میلادی تاکنون مشغول فعالیت بوده‌است.
سیگرید سولباک رابه در ۵ سپتامبر ۱۹۹۶ در السوند متولد شد. او یک خواهر و برادر بزرگتر از خود دارد. برادر او ، تلف (نوازنده) و خواهرش ، یوهان دارد. ادل ، جونی میچل و نیل یانگ الهام‌بخش او در کودکی بوده‌اند. هنگامی که او ۱۷ ساله شد ، به همراه خواهرش، یوهان، گروهی به نام Sala Says Mhyp تشکیل دادند که به نام گربه فقید آنها ، Sala نامگذاری شد.‌‌

## ترانه شناسی

### آلبوم های استودیویی
| نام          | مشخصات                                                                                 | جایگاه در چارت | جایگاه در چارت | جایگاه در چارت | جایگاه در چارت | جایگاه در چارت | جایگاه در چارت | جایگاه در چارت | جایگاه در چارت | جایگاه در چارت | جایگاه در چارت | گواهینامه ها                          |
| نام          | مشخصات                                                                                 | NOR            | AUS            | AUT            | BEL (FL)       | GER            | IRE            | SCO            | SWE            | SWI            | UK             | گواهینامه ها                          |
| ------------ | -------------------------------------------------------------------------------------- | -------------- | -------------- | -------------- | -------------- | -------------- | -------------- | -------------- | -------------- | -------------- | -------------- | ------------------------------------- |
| Sucker Punch | - زمان انتشار :۸ مارس ۲۰۱۹ - ناشر: آیلند - فرمت: CD, cassette, vinyl, digital download | ۱              | ۸۴             | ۵۱             | ۳۴             | ۶۳             | ۴              | ۴              | ۵۷             | ۵۴             | ۴              | - IFPI NOR : 2× پلاتین - BPI: نقره ای |

### مینی آلبوم ها
| نام                | مشخصات                                                                                   | جایگاه در چارت |
| نام                | مشخصات                                                                                   | US Heat        |
| ------------------ | ---------------------------------------------------------------------------------------- | -------------- |
| Don't Kill My Vibe | - تاریخ انتشار : ۵ می ۲۰۱۷ - ناشر : آیلند رکوردز - فرمت : Digital download, vinyl        | ۱۹             |
| Raw                | - تاریخ انتشار : ۱۱ جولای ۲۰۱۸ - ناشر: آیلند رکوردز - فرمت : CD, vinyl, digital download | —              |